# 이라크 요리

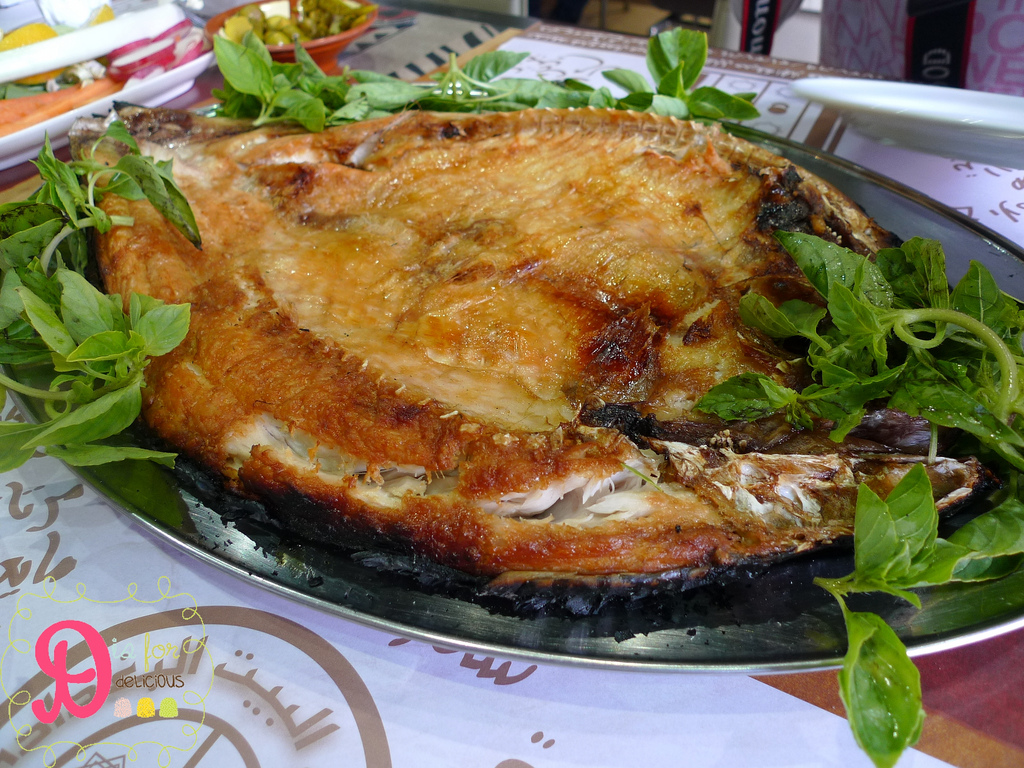
마스구프

이라크 요리(Iraq 料理, 아랍어: مطبخ عراقي 마트바크 이라끼이[*])는 서남아시아에 있는 이라크의 요리이다. 고대부터 수메르 문명과 바빌로니아, 아시리아인의 영향을 받았다. 또한 그리스 문명을 비롯해 페르시아 제국의 영향이 오래도록 미쳤으므로 그 영향력은 무시할 수 없다. 이슬람 문명이 도래하고 바그다드가 아랍 세계의 중심으로 여겨지면서 이라크 내에도 그에 걸맞은 요리 문화가 탄생 및 발전하기 시작했다.
바그다드의 중요성 때문에 사우디아라비아의 메카와 더불어 이슬람 신도들은 이라크를 많이 찾는다. 때문에 요리의 발전 및 다변화도 꼭 필요한 과제이자 필요가 되었으며 지중해식 식단도 흔히 볼 수 있다.
오스만 제국이 이라크 일대를 지배했으므로 터키 요리의 영향력이 이라크 요리법에 가미됐다.
물고기 요리로서는 전통적으로 석쇠나 숯불로 잉어 등 물고기를 굽는 마스구프로도 유명하다.

## 이라크 음식
- 마스구프
- 꾸지
- 클레이차
- 돌마

## 같이 보기
- 아랍 요리
- 중동 요리